# Illa Feklistova
L'illa Feklistova (en rus: Остров Феклистова; Ostrov Feklistova) és una de les illes Xantar, al mar d'Okhotsk. Administrativament pertany al Krai de Khabàrovsk, al Districte Federal de l'Extrem Orient de Rússia.

## Geografia
Amb una superfície de 372 km², és la segona illa més gran de l'arxipèlag després de Bolxoi Xantar, de la qual es troba a uns 20 quilòmetres a l'oest. Fa uns 40 km de llargada i el seu punt més alt és el mont Povorotnaia amb 485 msnm. La major part de l'illa està coberta per taigà i té un llac de 3 quilòmetres de llargada a la seva riba nord, separat del mar per cordó litoral.
A l'illa s'han descobert dipòsits de metalls del grup del platí i l'illa forma part d'un dels principals cinturons metal·logènics del nord-est asiàtic.

## Història
Entre 1852 i 1889 els vaixells baleners estatunidencs van navegar a la zona a la recerca de balenes de Groenlàndia. També van fondejar a la badia de Lebiàjia, a la part sud de l'illa, per emmagatzemar o bullir oli, eliminar el greix de les balenes,  i obtenir fusta i aigua o com a refugi de les tempestes. Es van referir a la badia com a port de Feklistova. Fins a quaranta-dos vaixells podrien fondejar a la badia de Lebiàjia alhora.
Forma part del Pac Nacional de les illes Xantar.